# Doutor Destino
Victor von Doom, mais conhecido pelo alter ego Doutor Destino (no inglês: Doctor Doom), é um personagem fictício e supervilão que aparece nas histórias em quadrinhos publicadas pela Marvel Comics. Foi criado por Stan Lee e Jack Kirby, tendo sua primeira aparição na HQ Fantastic Four #5.
Líder soberano de sua terra natal, a Latvéria, o Doutor Destino é considerado arqui-inimigo do Quarteto Fantástico, mas enfrenta constantemente outros heróis do Universo Marvel, como os Vingadores, os X-Men e o Homem-Aranha. Um dos primeiros super vilões a aparecer nos quadrinhos do Cabeça de Teia, Destino é um vilão típico e muitas de suas características vem sendo repetidas em outros personagens.
Nos filmes Quarteto Fantástico (2005) e Quarteto Fantástico e o Surfista Prateado (2007), o personagem foi interpretado pelo ator Julian McMahon. Já no filme Quarteto Fantástico (2015), Destino foi interpretado por Toby Kebbell. O personagem aparecerá nos filmes do Universo Cinematográfico Marvel Avengers: Doomsday (2026), e Avengers: Secret Wars (2027), interpretado pelo ator Robert Downey Jr..

## História
Victor nasceu em Haasenstadt, um vilarejo que fica na Latvéria, filho de Werner von Doom, um conhecido curandeiro cigano, e Cynthia von Doom, que diziam ser uma bruxa. Sua mãe foi morta quando ele ainda era uma criança. Ela tentara adquirir poder para proteger sua tribo cigana da perseguição que sofriam por parte do governo vigente sobre a Latvéria. Cynthia tentou obter esse poder através de um trato com o demônio Mephisto, mas acabou sendo traída e morta. Mais tarde, as autoridades latverianas caçaram o pai de Victor por ter falhado em salvar a esposa de um barão, que sofria de um câncer terminal. Werner von Doom foi morto enquanto fugia e o jovem Victor von Doom ficou aos cuidados de Bóris, um dos membros da comunidade cigana de que pertencia. Victor jurou que faria o mundo todo pagar pela morte de seus pais.
Quando ainda era uma criança, ele descobriu os artefatos místicos da mãe e começou a estudar as artes ocultas e também a desenvolver seu talento nato para a ciência. Conseguiu uma reputação impressionante que chegou ao conhecimento da Universidade Empire State, nos Estados Unidos, da qual recebeu uma bolsa de estudos integral. Na universidade, von Doom encontrou-se pela primeira vez com Reed Richards e Ben Grimm, dois homens que se tornariam seus inimigos alguns anos depois. Richards representava uma ameaça substancial à superioridade intelectual que Victor imaginava ter. Na tentativa de se destacar, Doom começou a conduzir experiências extradimensionais muito perigosas.
O foco da pesquisa de Doom era construir um dispositivo transdimensional de projeção com que poderia se comunicar com sua falecida mãe. Havia uma falha no projeto que Richards lhe indicou, mas o orgulho de Doom impediu-o de aceitar o conselho de Reed e consertar o dispositivo antes de o testar. A máquina trabalhou perfeitamente por dois minutos e 37 segundos, durante os quais Doom descobriu que sua mãe estava presa na região do inferno controlada por Mephisto. Em seguida o dispositivo explodiu, marcando sua face com uma longa cicatriz que sua vaidade encarava como uma desfiguração horrenda. Recusando-se a reconhecer sua própria culpa no ocorrido, Doom responsabilizou Richards pelo acidente, achando mais fácil de acreditar que Richards sabotara seu trabalho por inveja.
Mais tarde Doom foi expulso da escola e viajou o mundo à procura de uma cura para seu rosto marcado. Nas primeiras versões a cicatriz não era particularmente feia, mas Doom era exageradamente sensível sobre ela por ser um símbolo de seu fracasso. Doom acabou descobrindo um templo de monges tibetanos e viveu entre eles durante alguns anos. Eles o ajudaram a construir uma armadura que escondesse sua "deformidade" e foi nesse momento que se queimou seriamente quando pediu que a máscara fosse colocada em seu rosto quando ainda estava em brasa. Essa armadura se transformaria em sua marca registrada e, graças a seus requintes tecnológicos posteriormente instalados, o Doutor Destino pôde enfrentar de igual para igual não só o Quarteto Fantástico, mas a maioria dos super-heróis do Universo Marvel. Depois disto, retornou a sua terra natal, derrubou seu governo e se declarou soberano da Latvéria. Governando com mão de ferro, Destino começou a direcionar os recursos da pequena nação para realizar seus objetivos pessoais. Com isso, criou seu próprio código de honra: "Viver para conquistar". Apesar de seu povo o considerar um governante justo, ele na verdade revelou em dadas histórias que não veria problema algum em trocar a vida de todos os latverianos por mais poder. E também não demonstra qualquer misericórdia para com seus próprios soldados, aos quais pune com a morte por qualquer falha.
Destino foi deposto momentaneamente por Zorba, um príncipe da família real que Destino havia derrubado. Destino matou Zorba logo depois e recuperou seu trono, mas no processo uma de suas súditas leais morreu para ajudá-lo. Doom adotou o filho da mulher, Kristoff Vernard, e tornou o garoto seu herdeiro. Mas Doom tinha planos mais complexos para o jovem. Como Destino considera seu gênio e liderança como recursos essenciais ao mundo, usou Kristoff como um plano de fuga caso morresse. Quando Destino foi dado como morto tempos depois, seus robôs ativaram seu plano de copiar o conhecimento e as memórias de Doom para o cérebro de Kristoff. Kristoff passou a pensar que era o Doutor Destino, chegando a enfrentar o verdadeiro. Depois de se descobrir um impostor, Kristoff se submeteu ao Destino original.
Apesar de seus avançados conhecimentos científicos e de usar o título de Doutor, Doom não possui este nível de graduação acadêmica, já que foi expulso da Empire States antes de completar seu curso. Sugeriu-se numa história que Destino tenha se concedido um doutorado honorário de uma universidade da Latvéria.
Em 2003, Destino percebeu que limitava suas habilidades desnecessariamente ao se focar apenas na tecnologia, e somente ocasionalmente na sua herança mística. Ele se voltou novamente para o ocultismo e vendeu sua alma a um trio de demônios em troca de habilidades mágicas ilimitadas e uma armadura nova feita com a pele de Valéria, uma mulher que o amava desde sua juventude. Como um resultado direto deste arco de histórias, Destino possuiu Ben Grimm, forçando Richards a matar a ambos. Ben Grimm foi trazido de volta mais tarde, enquanto Destino ficou preso em uma dimensão demoníaca e foi atacado por seus habitantes, mas se salvou ao escapar por um portal criado durante o Ragnarök dos deuses de Asgard. Em seguida, após recuperar o governo da Latvéria, o vilão tentou pegar o martelo encantado de Thor (Mjölnir) que havia caído na Terra no mesmo momento em que ele escapou do inferno, confrontou seus tradicionais adversários, o Quarteto Fantástico, mas fracassou em levar o martelo pois não conseguiu o erguer, deixando em seguida os Estados Unidos e se dirigindo para seu castelo na Latvéria.
Na luta definitiva contra o terrível Massacre, quando vários grupos heroicos uniram forças para lutar (os Vingadores, os X-Men e até mesmo o Quarteto Fantástico), Destino também estava entre eles para ajudá-los, mas, como sempre, aguardando alguma oportunidade de tirar vantagem da situação. A chance apareceu quando ele viu a possibilidade de absorver o poder de Massacre para a sua armadura e talvez tornar-se um problema a mais para os heróis. No entanto, o vilão foi impedido pelo Homem de Ferro, e logo após desapareceu junto com vários dos heróis.

## Personalidade
A característica marcante do Dr. Destino é o seu excesso de orgulho. Ele é mentiroso, traidor e impiedoso até mesmo com seus servos, pois não tolera qualquer tipo de falha, além de ser cruel a ponto de matar qualquer pessoa que não o reconheça como um ser supremo. O vilão nunca admite a responsabilidade por seus erros e sempre culpa os outros pelos fracassos.
Destino não mede esforços para conseguir poderes cada vez maiores, pois sua meta é o controle do universo. Ele tem total lealdade do seu povo na Latvéria, que o considera um bondoso líder, mas na verdade ele não se importa com as vidas dos seus súditos.

## Poderes e habilidades
- Semelhante ao Homem de Ferro, sua armadura lhe concede força sobre-humana, voo e invulnerabilidade, além de possuir vários outros atributos como: rajadas de poder, geração de campos de força e uma carga elétrica poderosa o bastante para livrá-lo de ser subjugado por seres com imensa força sobre-humana, como o Coisa. É também muito resistente a ataques físicos de várias naturezas. A armadura também possui suprimentos de ar, comida, água e energia, permitindo-lhe sobreviver dias no espaço sideral ou embaixo d'água.
- É considerado uma das mentes mais brilhantes da Terra, com inteligência que rivaliza a de Reed Richards. Com seu poderoso intelecto, é capaz de construir aparelhos que o permitem roubar ou duplicar poderes de super seres, como fez ao roubar os poderes do Surfista Prateado, de Galactus e de Beyonder. No entanto, sua inteligência é limitada pela sua arrogância e recusa em admitir que não é um mestre em todas as ciências.
- Também possui elevado conhecimento de magia, sendo comparado ao de Stephen Stange, podendo invocar hordas de demônios e criar seres mágicos. Tais poderes lhe foram ensinados pelos monges tibetanos e por sua amada, Morgana Le Fey. Entretanto, seus talentos são limitados devido à sua arrogância e recusa a admitir que ele não é um mestre em todas as habilidades místicas.
- Estando no espaço, o alienígena Ovoid o ensinou um processo que consiste em mentalmente trocar de corpo com outras pessoas através de um simples contato visual. Esta habilidade é usada por Destino para escapar de prisões e para evitar ser morto, como ele fez para escapar da morte em sua luta contra Terrax.
- Destino também manipula magia negra e defesas especiais contra poderes de vários personagens do Universo Marvel. Em uma de suas lutas contra Magneto, quando o poderoso mutante viu a chance de capturar Destino através da armadura metálica dele e lançou sobre Destino seu poder magnético, com um aperto de botão em sua armadura, Destino o surpreendeu jogando de volta o poder de Magneto contra ele mesmo e arremessando o mutante para longe.

## Realidades alternativas

### Marvel Millenium
No Universo Marvel Millenium, que ambienta os personagens Marvel no século XXI, Dr. Destino é Victor van Doom, descendente de Vlad Tepes, o Empalador, mais conhecido como Conde Drácula. Ele também foi o responsável pelo acidente que deu poderes ao Quarteto Fantástico e fez com que a maior parte de seu corpo fosse metálica, se tornando um ciborgue. Por causa desse acidente, von Doom jurou vingança à Reed Richards. Como na Terra 616, von Doom é um homem extremamente inteligente, cuja mente rivaliza com o Senhor Fantástico. Ao contrário da Terra 616, onde governa a Latvéria, von Doom governa um distrito em Copenhage, na Dinamarca. Ele fez com que colonos usassem uma tatuagem com um dragão que manipulasse suas mentes, mas foi logo descoberto pelo Quarteto.

### 1602
No Universo Elizabetano idealizado pelo roteirista Neil Gaiman, há o Conde Otto von Doom, que governa o país da Latvéria e está em busca do tesouro dos Templários, que julga ser uma esfera de ouro. Ele mantém preso em seu castelo todos os membros do Quarteto Fantástico. Ele conta com a ajuda de Natasha, com quem também mantém um caso amoroso. No fim da minissérie, um acidente desfigura seu rosto, fazendo-o sentir vergonha de si mesmo. Ele também tenta assassinar a rainha Elizabeth I da Inglaterra, obtendo êxito. Posteriormente, ele sequestrou o escritor William Shakespeare com objetivos secretos.

### A Era do Apocalipse
No futuro apocalíptico onde o mutante Apocalipse conquista o planeta, Victor von Doom é um homem do Supremo Conselho Humano. Ele não deixa de ser um homem ambicioso e mau, mas, nessa realidade, sua inteligência é mais usada em prol da humanidade do que em prol de si mesmo.

### Dinastia M
Nos eventos ocorridos na minissérie Dinastia M, von Doom continua sendo imperador da Latvéria, mas sua mãe está viva e ele possui uma esposa. Ele tenta vingar os atos vis de Magneto junto com Ben Grimm, pois os outros membros do Quarteto não sobreviveram à radiação cósmica. Sua mãe é sequestrada, e isso faz com que ele adquira mais ódio de Magneto.

### Quarteto Fantástico: O Fim
Numa minissérie onde representa como seria a última aventura do Quarteto num mundo sem miséria, que Reed Richards ajudou a construir, Destino é uma máquina de matar, tendo mais de dois braços e um olho anormal (com laser). No fim da história, Destino mata o Aniquilador e se torna o mais novo rei da Zona Negativa.

### Velho Logan
Em Velho Logan, o Doutor Destino é dono de um dos territórios dos Estados Unidos conquistados pelos vilões, conhecido como Toca do Destino (Doom's Lair). Em vez de usar o seu tradicional manto verde, ele usa a pele elástica de seu rival Reed Richards. Nessa realidade ele também é casado com Emma Frost, que aceitou a união em troca da proteção dos mutantes remanescentes em seu território.

## Em outras mídias

### Televisão
- O Doutor Destino aparece em The Incredible Hulk (1996).
- Destino é antagonista do desenho animado Fantastic Four: World's Greatest Heroes (2006), sendo dublado por Guilherme Briggs na versão brasileira.
- O Doutor Destino aparece em The Avengers: Earth's Mightiest Heroes (2010).
- Destino também aparece em um episódio de Ultimate Homem-Aranha (2012).

### Cinema
- Joseph Culp foi o primeiro ator a interpretar Destino no filme do Quarteto Fantástico de 1994. Na obra que nunca foi lançada, Victor era amigo de Reed Richards e eles estavam construindo uma máquina que faz com que um acidente aconteça. Victor chega a ser dado como morto, mas retorna como Doutor Destino como forma de vingança.
- Julian McMahon interpretou o Doutor Destino como o principal antagonista dos filmes Quarteto Fantástico (2005) e Quarteto Fantástico e o Surfista Prateado (2007). Nesta versão Victor consegue seus poderes da mesma forma que os heróis, mas ele é só um tecnopata que manipula eletrônicos e acaba perdendo o controle da sua empresa.[2]
- Toby Kebbell interpretou Doutor Destino no reboot do filme da Fox lançado em 6 de agosto de 2015. Nesta versão ele também possui a mesma origem dos heróis, mas desta vez é um telecinético.
- Em 2017, durante a San Diego Comic-Con (SDCC), o escritor e diretor Noah Hawley declarou que estaria desenvolvendo um filme centrado no Doutor Destino; no entanto, o projeto foi cancelado.
- Em 2024, novamente na SDCC, foi anunciado que Robert Downey Jr. retornará ao Universo Cinematográfico Marvel para interpretar o personagem em Avengers: Doomsday (2026) e Avengers: Secret Wars (2027).[4]
- Em 2025, Robert Downey Jr. interpreta o personagem em uma aparição cameo na cena pós-créditos de The Fantastic Four: First Steps.[5]

### Videogames
- Aparece como personagem jogável em Marvel Contest of Champions, game desenvolvido pela Kabam para dispositivos móveis.[6]
- Aparece como personagem jogável em Marvel: Future Fight, game desenvolvido pela Netmarble para dispositivos móveis.
- É um dos vilões principais do jogo Marvel Super Hero Squad, de PlayStation 2.
- Aparece como vilão e personagem jogável no jogo eletrônico Lego Marvel Super Heroes, lançado em 2013 para Microsoft Windows, PlayStation 3, Xbox 360 e dispositivos móveis. No game, Destino pretende usar as pedras cósmicas deixadas pelo Surfista Prateado para dominar o mundo usando outros vilões como distração de seu terrível plano.
- Doutor Destino é um personagem jogável de Marvel vs. Capcom 3: Fate of Two Worlds, game desenvolvido pela Capcom em 2011.
- Em 2020, foi adicionado como um chefe no popular jogo Fortnite. Após ser derrotado, o vilão deixa cair suas luvas que permitem ao jogador usar seus feixes e bomba de energia. Também pode ter seu traje desbloqueado via passe de batalha.[7]
- Doutor Destino é o principal antagonista em Marvel: Ultimate Alliance (2006), liderando os Mestres do Terror em um plano para dominar o universo. Ele retorna em Marvel Ultimate Alliance 3: The Black Order (2019), exclusivo para Nintendo Switch.